# MOA-2007-BLG-400Lb
MOA-2007-BLG-400Lb とは、太陽系からいて座の方角に2万光年離れた位置にある木星質量の太陽系外惑星である。MOAプロジェクトによって行われた重力マイクロレンズの観測によって検出され、2008年9月に発見が報告された。

## 概要
MOA-2007-BLG-400LbはMOA-2007-BLG-400Lと呼ばれる太陽の20%から50%の質量を持った天体の周囲を公転している。この天体は2007年9月に背景の別の恒星の手前を横切り、重力レンズ効果による増光を引き起こしたが、その際の光度変化が単一の天体を仮定したものからずれていたため惑星が見出された。
惑星の質量は木星の0.5倍から1.5倍と推定されている。重力マイクロレンズが観測された時点での恒星と惑星の距離は、5.3から9.7AUと、0.6から1.1AUという2つの解が得られている。